# Ophiochiton lentus
Ophiochiton lentus is een slangster uit de familie Ophiochitonidae.
De wetenschappelijke naam van de soort werd in 1879 gepubliceerd door Theodore Lyman.